# Train of Thought (canción de Cher)
«Train of Thought» es una canción de la cantante estadounidense Cher, publicada en mayo de 1974 como el segundo sencillo de su undécimo álbum de estudio, Dark Lady.

## Escritura y temática
«Train of Thought» fue escrita por Alan O'Day. Líricamente, la canción trata sobre un hombre que descubre que su esposa la engaña y decide matarla—pero, en el último minuto, se suicida, y ella queda tan destrozada por ello que también se suicida para “detener ese tren de pensamiento”.

## Recepción de la crítica
Un escritor no especificado de la revista Billboard escribió: “La melodía se construye continuamente tanto vocal como instrumentalmente, con arreglos de cuerdas completando las voces”.

## Lista de canciones
- US 7-inch single – MCA-40245[6]

1. «Train of Thought» (Alan O'Day) – 2:34
2. «Dixie Girl» (John Durrill) – 3:26

## Posicionamiento

### Gráfica semanal
| Gráfica (1974)                            | Pico de posición |
| ----------------------------------------- | ---------------- |
| Australia (Kent Music Report)             | 84               |
| Canadá (RPM Top Singles)                  | 18               |
| Canadá (RPM Pop Music Playlist)           | 24               |
| Estados Unidos (Billboard Hot 100)        | 27               |
| Estados Unidos (Billboard Easy Listening) | 9                |
| Estados Unidos (Cash Box Top 100 Singles) | 18               |
| Quebec (ADISQ)                            | 15               |

### Gráfica de fin de año
| Gráfica (1974)           | Pico de posición |
| ------------------------ | ---------------- |
| Canadá (RPM Top Singles) | 165              |